# Planum
Pour les articles homonymes, voir Planum (homonymie).
En planétologie, un planum (pluriel : plana) est une surface plate, horizontale et élevée, autrement dit un haut plateau ou une plaine élevée. Ce type de formation s'oppose par conséquent aux plaines basses de type planitia. Le mot est emprunté au latin (« surface plane »).
Des plana ont notamment été décrits sur Vénus, Mars, Io et Triton.

## Exemples

### Mercure
Catuilla Planum

### Vénus
- Astkhik Planum
- Lakshmi Planum
- Turan Planum
- Viriplaca Planum

### Mars
- Aeolis Planum
- Amenthes Planum
- Aonia Planum
- Argentea Planum
- Ascuris Planum
- Aurorae Planum
- Bosporos Planum
- Daedalia Planum
- Hesperia Planum
- Icaria Planum
- Lucus Planum
- Lunae Planum
- Malea Planum
- Meridiani Planum
- Nepenthes Planum
- Olympia Planum
- Ophir Planum
- Oxia Planum
- Parva Planum
- Planum Angustum
- Planum Australe
- Planum Boreum
- Planum Chronium
- Promethei Planum
- Sinai Planum
- Sisyphi Planum
- Solis Planum
- Syria Planum
- Syrtis Major Planum
- Thaumasia Planum
- Zephyria Planum

### Io
- Danube Planum

### Triton
- Abatos Planum
- Cipango Planum
- Medamothi Planum